# Алекшинце (район Нитра)
Алекшинце (словац. Alekšince ; венг. Elecske) — деревня в западной части Словакии района Нитра одноименного края.
Расположена в 12 км к северо-западу от административного центра края г. Нитры и 15 км от г. Глоговец.
Население —  1 692 человека (по состоянию на 31 декабря 2020).

## История
Впервые упоминается в документах в 1156 году. Название происходит от латинского имени Alexius.
До 1918 года входила в состав Венгерского королевства, затем — Чехословакии, ныне — Словакия.

## Население
| Год:                | 1994 | 2004    | 2014    | 2024    |
| ------------------- | ---- | ------- | ------- | ------- |
| Количество человек: | 1602 | 1708    | 1682    | 1802    |
| Разница:            |      | +6,61 % | −1,52 % | +7,13 % |

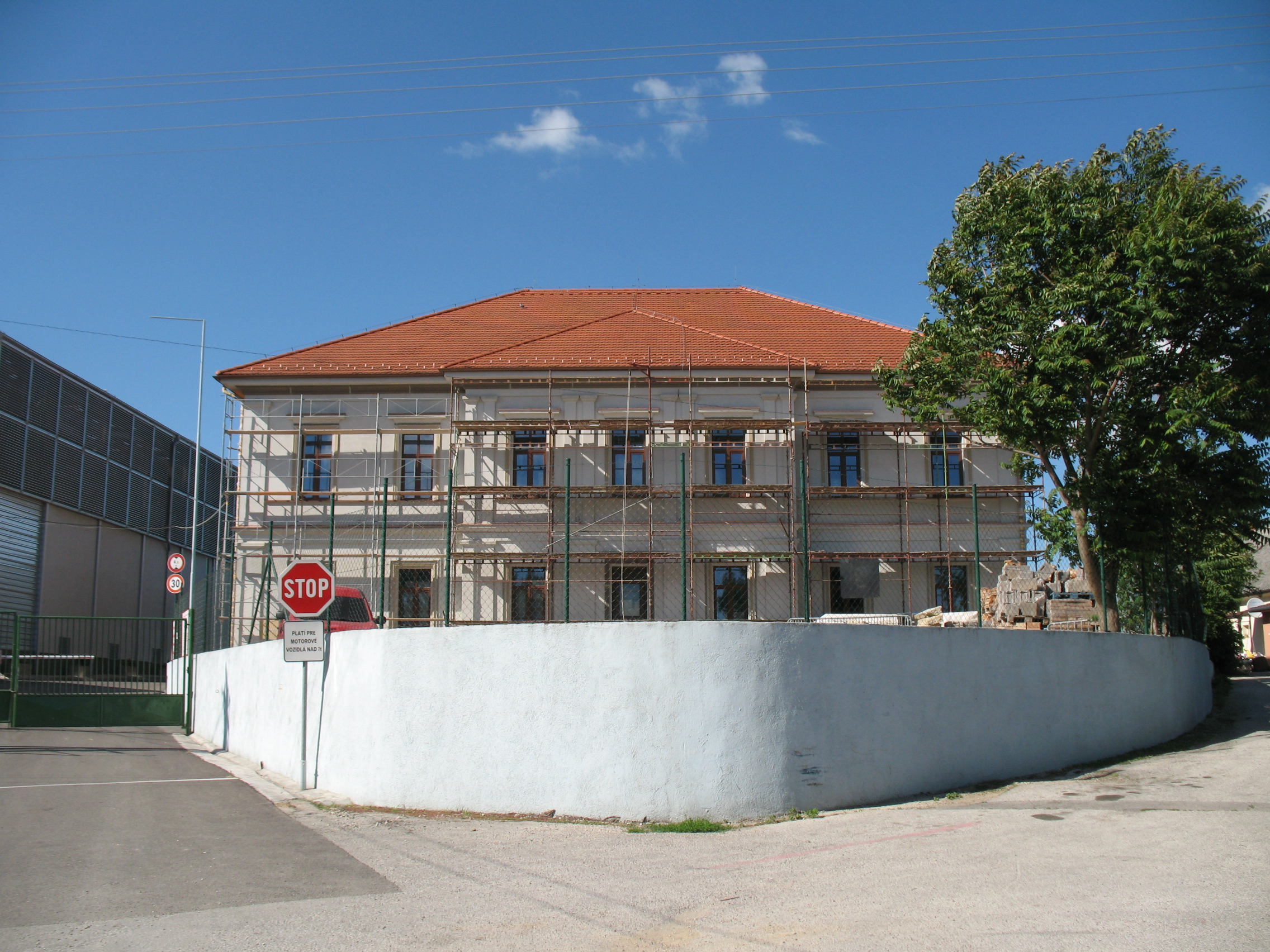
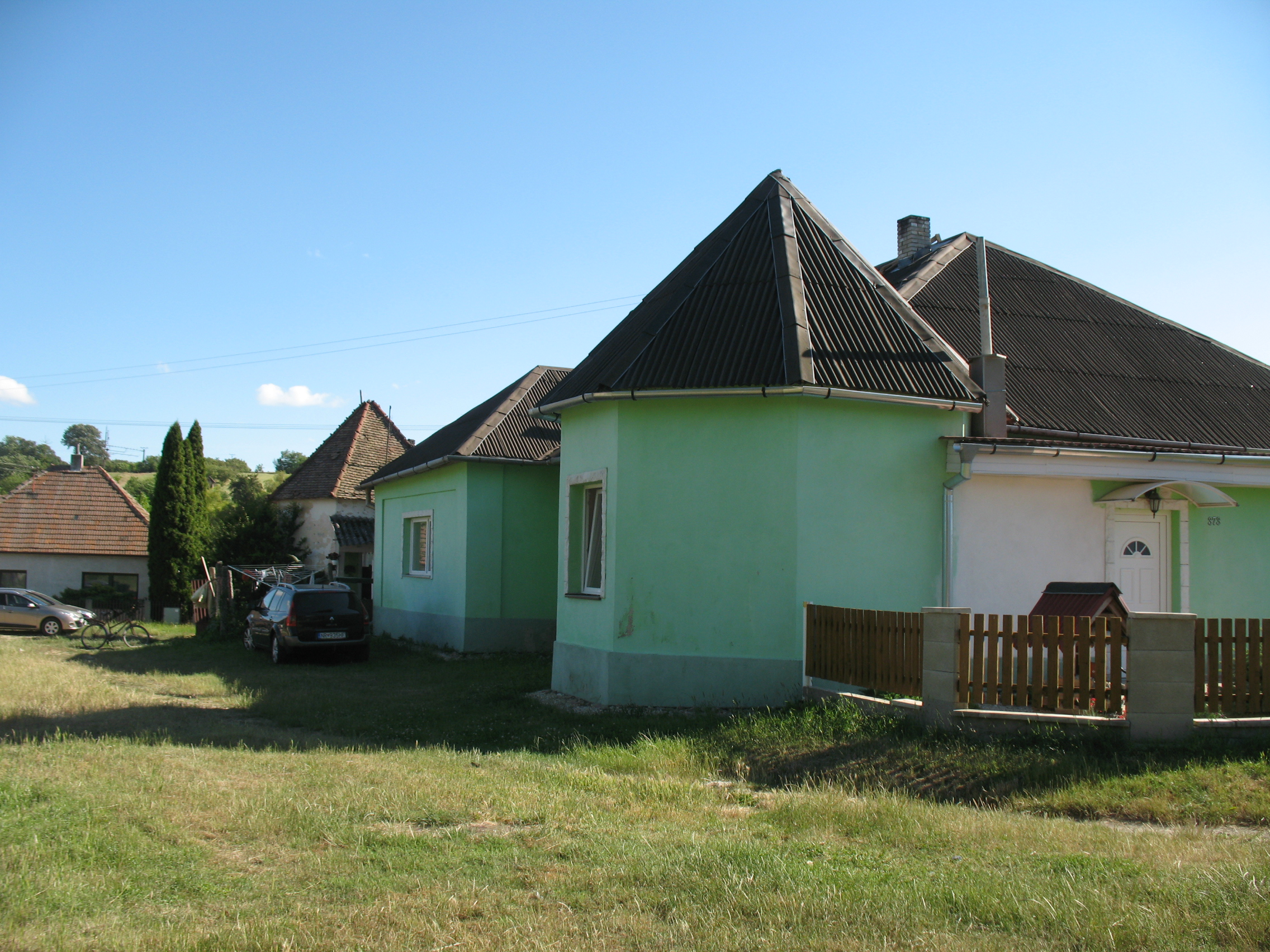
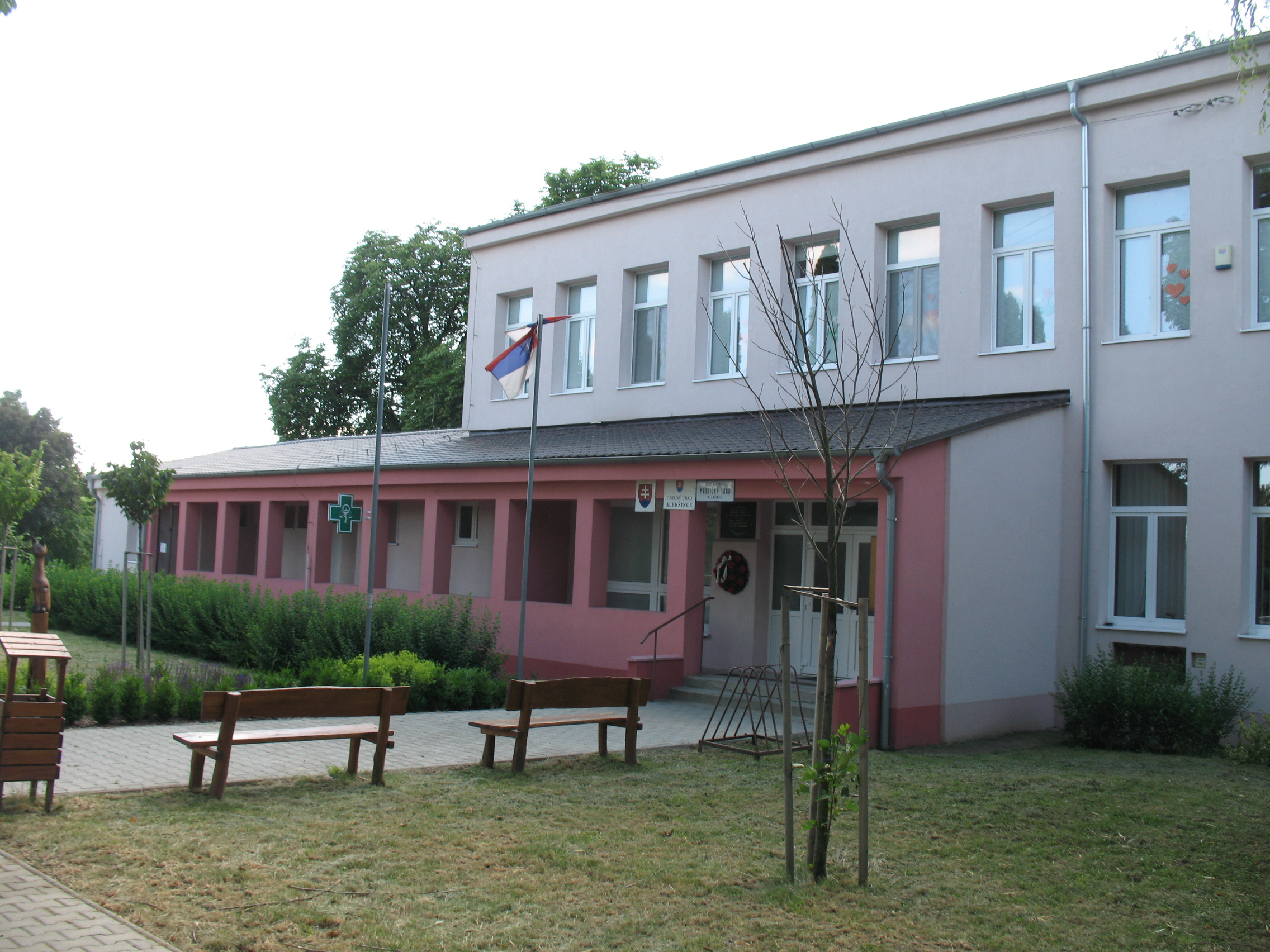
Админздание
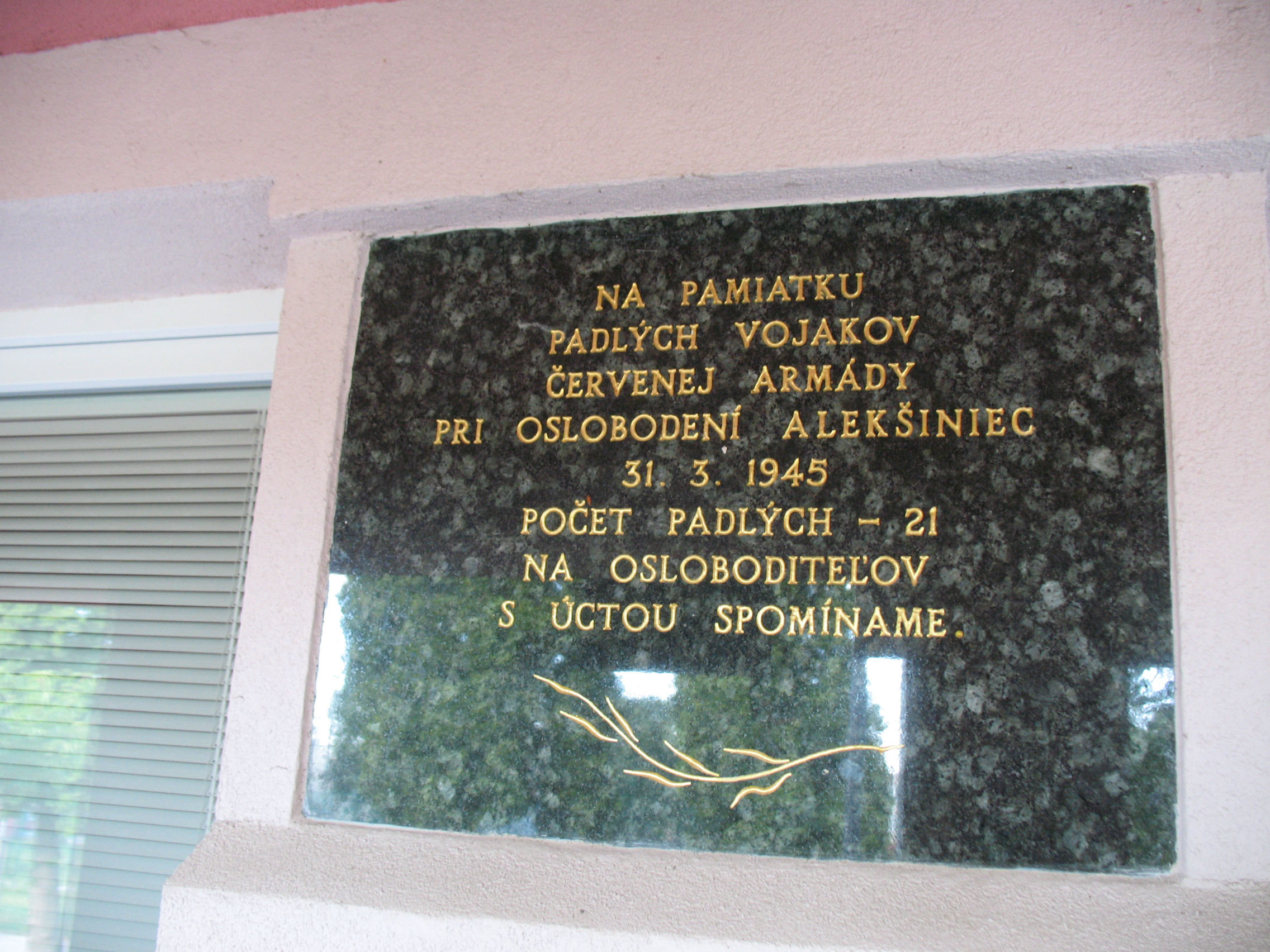
Мемориальная таблица в честь бойцов Советской Армии, павших при освобождении Алекшинце 31.03.1945